# Teresilla Barillà
Suor Teresilla Barillà (Bagaladi, 1º agosto 1943 – Roma, 23 ottobre 2005) è stata una religiosa italiana della congregazione delle Suore serve di Maria riparatrici, nota per aver contribuito all'incontro e alla riconciliazione tra ex terroristi e familiari delle vittime degli anni di piombo.

## Biografia

### Formazione e attività in ospedale
Entra nella congregazione delle Serve di Maria Riparatrici durante l'adolescenza. In seguito prende il diploma di infermiera e viene assunta nell'ospedale San Giovanni di Roma, dove presterà servizio fino alla morte.

### Attività nelle carceri
All'attività in ospedale affianca quella di volontaria nelle carceri, tra cui quelli di Pianosa, Rebibbia e Regina Coeli. Qui entra in contatto con detenuti comuni e, a partire dagli anni 1980, anche con detenuti politici appartenenti sia all'estrema sinistra sia all'estrema destra, stabilendo con molti di essi un rapporto personale di fiducia. La sua opera di assistenza si dispiega in diverse direzioni: assiste i detenuti nelle necessità pratiche, ma soprattutto nelle relazioni con le famiglie d'origine e con i familiari delle vittime della lotta armata e dello stragismo. Tra i detenuti incontrati da suor Teresilla vi sono esponenti di primo piano delle Brigate Rosse quali Alberto Franceschini, Renato Curcio (fondatori dell'organizzazione, insieme a Mara Cagol), Valerio Morucci e Adriana Faranda (coinvolti nell'agguato di via Fani e nel sequestro Moro), di Prima Linea (Sergio Segio), di Autonomia Operaia (Franco Piperno) e di Potere Operaio (Toni Negri). Incontra anche militanti del terrorismo di estrema destra, tra cui Valerio Fioravanti e Francesca Mambro, dei Nuclei Armati Rivoluzionari.

Racconta di lei Valerio Morucci:
"Venne da me a Rebibbia nell'82. Venne per perorare la causa di un contatto fra noi e i familiari delle vittime. Questo era il suo obiettivo. E ci convinse, me e molti altri."
Racconta di lei Adriana Faranda:
"Cercava di avviare un percorso che, secondo lei, sarebbe stato un balsamo per le sofferenze di tutti. Una volta, quando io ero già uscita dal carcere, mi accompagnò fuori Roma a incontrare il fratello di una delle vittime di via Fani. Anche dopo che molti di noi erano tornati in libertà, lei cercava di ricucire le lacerazioni. Aveva una sua esigenza di verità, e ci si dedicava. Non cercava conversioni, non poneva condizioni, e non si scoraggiava di fronte a risposte negative."
Con alcune delle persone incontrate, suor Teresilla stabilisce un rapporto di profonda fiducia. Valerio Morucci, nel 1990, consegna a lei il proprio memoriale, redatto nel 1986 insieme all'allora compagna Adriana Faranda, perché lo facesse avere al Presidente della Repubblica Francesco Cossiga. Il documento, noto come Memoriale Morucci, contiene nomi, fatti e dettagli dell'agguato di via Fani e del sequestro di Aldo Moro.

### Morte
Suor Teresilla Barillà muore in un incidente stradale avvenuto a Roma alle 03:50 del 23 ottobre 2005: mentre compiva il consueto pellegrinaggio notturno sulla Via Ardeatina per recarsi al santuario della Madonna del Divino Amore viene investita da una Renault Twingo.